# Graptacme perlonga
Graptacme perlonga är en blötdjursart som först beskrevs av Dall 1881.  Graptacme perlonga ingår i släktet Graptacme och familjen Dentaliidae. Inga underarter finns listade i Catalogue of Life.